# Autopista AP-1
Die Autopista AP-1 oder Autopista del Norte ist eine Autobahn in Spanien und Teil der Europastraße 5. Die Autobahn beginnt in Burgos und endet in Eibar, mit Unterbrechung zwischen Armiñón und Vitoria-Gasteiz.

## Streckenverlauf

### Abschnitte
| Position | Kurzbezeichnung | Abschnitt                          | km   | Eröffnung  |
| -------- | --------------- | ---------------------------------- | ---- | ---------- |
| 1        | AP-1            | Burgos-Rubena                      | 13,2 | 1984       |
| 2        | AP-1            | Rubena-Briviesca                   | 29,3 | 1978       |
| 3        | AP-1            | Briviesca-Pancorbo                 | 21,1 | 1978       |
| 4        | AP-1            | Pancorbo-Armiñón                   | 25   | 1981       |
| 5        |                 | Armiñón-Echavarri                  | 20   | in Planung |
| 6        | AP-1            | Echavarri-Luco                     | 5,5  | 2008       |
| 7        | AP-1            | Luco-Escoriaza                     | 16,1 | 2009       |
| 8        | AP-1            | Escoriaza-Mondragón                | 7    | 2009       |
| 9        | AP-1            | Mondragón-Vergara (süd)            | 3,5  | 2005       |
| 10       | AP-1            | Vergara (süd)-Vergara (nord)       | 4,7  | 2004       |
| 11       | AP-1            | Vergara (nord)-Eibar (Málzaga)AP-8 | 7,2  | 2003       |
| 12       | AP-1 AP-8       | Eibar-Elgóibar                     | 11,8 | 1973       |
| 13       | AP-1 AP-8       | Elgóibar-Zumaya                    | 17   | 1973       |
| 14       | AP-1 AP-8       | Zumaya-Zarautz                     | 14,5 | 1974       |
| 15       | AP-1 AP-8       | Zarautz-Arriceta Gl-20             | 16   | 1974       |
| 16       | AP-1 AP-8       | Pasaia Gl-20-Behovia               | 12   | 1975       |

### Streckenführung
| Position | km      | Richtung (Frankreich)                                           | Richtung (Burgos)                                                                    | Anschluss an              |
| -------- | ------- | --------------------------------------------------------------- | ------------------------------------------------------------------------------------ | ------------------------- |
| 1        |         | Flughafen Vitoria                                               | Vitoria-Gasteiz-Bilbao weiter als N-622 Vitoria-Gasteiz – Bilbao E 5 E 80 A-1 Burgos | N-622                     |
| 2        | 101     |                                                                 | Flughafen Vitoria Foronda                                                            | N-624                     |
| 3        | 102     |                                                                 | Einkaufszentrum Gorbeia Echávarri                                                    | A-3604                    |
| 4        | 102     | Echávarri (Mautstelle)                                          | Echávarri (Mautstelle)                                                               |                           |
| 5        | 107     | Legutiano-Vitoria-Gasteiz-Bilbao                                | Legutiano-Vitoria-Gasteiz-Bilbao                                                     | N-240                     |
| 6        | 108     | Luko (Tunnel) Länge: 620 m                                      | Luko (Tunnel) Länge: 620 m                                                           |                           |
| 7        | 112     | Isuskitza (Tunnel) Länge: 3.405 m                               |                                                                                      |                           |
| 8        | 112–116 | Gipuzkoa Baskenland                                             | Álava Baskenland                                                                     |                           |
| 9        | 116     |                                                                 | Isuskitza (Tunnel) Länge: 73.415 m                                                   |                           |
| 10       | 118     | Zarimutz (Tunnel) Länge: 505 m                                  | Zarimutz (Tunnel) Länge: 505 m                                                       |                           |
| 11       | 121     |                                                                 | Área de Servicio de Eskoriatza                                                       |                           |
| 12       | 123     | Escoriaza Aretxabaleta Salinas de Léniz                         |                                                                                      | Gl-627                    |
| 13       | 124     | Apotzaga (Tunnel) Länge: 356 m                                  | Apotzaga (Tunnel) Länge: 356 m                                                       |                           |
| 14       | 125     | Izurieta (Tunnel) Länge: 297 m                                  | Izurieta (Tunnel) Länge: 297 m                                                       |                           |
| 15       | 127     | Gurutzetxiki (Tunnel) Länge: 709 m                              | Gurutzetxiki (Tunnel) Länge: 709 m                                                   |                           |
| 16       | 128     | Área de Servicio de Arrasate-Mondragón                          |                                                                                      |                           |
| 17       | 130     | Arrasate-Oñati-Durango                                          | Arrasate-Oñati-Durango                                                               | Gl-627 Gl-623             |
| 18       | 130–131 | Ikastaundi (Tunnel) Länge: 1.185 m                              | Ikastaundi (Tunnel) Länge: 1.185 m                                                   |                           |
| 19       | 132     | Arizti (Tunnel) Länge: 360 m                                    | Arizti (Tunnel) Länge: 360 m                                                         |                           |
| 20       | 133     | Vergara (süd) Zumarraga                                         | Vergara (süd) Zumarraga                                                              | Gl-627 Gl-623             |
| 21       | 135     | San Martzial (Tunnel) Länge: L. 1.505 m                         | San Martzial (Tunnel) Länge: L. 1.505 m                                              |                           |
| 22       | 138     |                                                                 | Vergara (Stadt) Elgueta                                                              | Gl-237 Gl-2632            |
| 23       | 138–140 | Lesarri (Tunnel) Länge: 1.220 m                                 | Lesarri (Tunnel) Länge: 1.220 m                                                      |                           |
| 24       | 140–142 | Gallaztegi (Tunnel) Länge: 2.374 m                              | Gallaztegi (Tunnel) Länge: 2.374 m                                                   |                           |
| 25       | 143     | Eitza (Tunnel) Länge: 741 m                                     | Eitza (Tunnel) Länge: 741 m                                                          |                           |
| 26       | 145     | Eibar Bilbao                                                    |                                                                                      | N-634 E 70 Autopista AP-8 |
| 27       |         | Éibar weiter als E 5 E 70 E 80 AP-1 AP-8 Elgóibar San Sebastian | Élbar                                                                                | E 5 E 70 E 80 AP-1 AP-8   |

## Größere Städte an der Autobahn
- Burgos
- Vitoria-Gasteiz
- Eibar

## Maut
Mit Datum 30. November 2018 entfiel die Maut auf dem Abschnitt Burgos – Armiñinón. Bemautet ist seitdem noch der nördlich von Vitoria-Gasteiz befindliche Teil der AP1.